# Brunon Marchewka
Brunon Marchewka (ur. 3 stycznia 1916 w Pile, zm. 12 stycznia 1992 w Warszawie) – generał dywizji Wojska Polskiego.

## Życiorys
W latach 1923–1936 członek Związku Harcerstwa Polskiego, gdzie był podharcmistrzem. Przed wojną ukończył szkołę powszechną i Państwowe Seminarium Nauczycielskie w Bydgoszczy, gdzie zdał maturę. W 1936 skierowany do służby w Wojsku Polskim na Dywizyjny Kurs Podchorążych Rezerwy Piechoty, a następnie do Oficerskiej Szkoły Piechoty dla Podchorążych Rezerwy przy 1 Dywizji Piechoty Legionów w Wilnie. Po rocznym przeszkoleniu został przeniesiony do Szkoły Podchorążych Piechoty w Komorowie k. Ostrowi Mazowieckiej, którą ukończył tuż przed wybuchem wojny jako podporucznik piechoty służby stałej. 31 sierpnia 1939 skierowany do 62 pułku piechoty w Bydgoszczy na stanowisko dowódcy plutonu ckm. Był uczestnikiem wojny obronnej 1939 w stopniu podporucznika, jako dowódca plutonu ciężkich karabinów maszynowych 62 pułku piechoty w składzie 15 Dywizji Piechoty Armii „Pomorze”, wziął udział w bitwie nad Bzurą, następnie przedostał się do Warszawy i uczestniczył w walkach na Czerniakowie. Po kapitulacji Warszawy 28 września 1939 wysłany do obozu jenieckiego w Kielcach, gdzie przebywał do Wigilii 1939. Następnie wrócił do Bydgoszczy, gdzie w czasie okupacji był robotnikiem budowlanym i równocześnie działał w konspiracji w Borach Tucholskich.
Od stycznia 1945 był komendantem lotnej brygady Milicji Obywatelskiej w Bydgoszczy. W kwietniu 1945 wstąpił do ludowego Wojska Polskiego w stopniu podporucznika. Pełnił funkcję dowódcy plutonu rusznic przeciwpancernych w 42 pułku piechoty 11 Dywizji Piechoty w Żarach. Od listopada 1945 był adiutantem batalionu w tym pułku, a od marca 1946 pomocnikiem szefa sztabu pułku. Brał udział w walkach ze zbrojnym podziemiem niepodległościowym na terenie województwa lubelskiego oraz województwa białostockiego. W marcu 1947 został szefem sztabu 38 pułku piechoty w Kożuchowie (w składzie 11 Dywizji Piechoty), a od lutego dowódcą 25 pułku piechoty we Wrocławiu (w składzie 10 Dywizji Piechoty). Od lipca 1951 był dowódcą 18 Dywizji Piechoty w Ełku. Od listopada 1952 do września 1955 pełnił funkcję dowódcy 4 Dywizji Piechoty w Krośnie Odrzańskim.
W latach 1954–1957 studiował w Akademii Sztabu Generalnego WP, którą ukończył z wyróżnieniem. Po ukończeniu studiów został zastępcą szefa sztabu Śląskiego Okręgu Wojskowego do spraw organizacyjno-mobilizacyjnych. W lipcu 1958 na mocy uchwały Rady Państwa PRL otrzymał nominację na stopień generała brygady. Nominację otrzymał w Belwederze 22 lipca 1958 z rąk przewodniczącego Rady Państwa Aleksandra Zawadzkiego. W latach 1959–1963 był szefem sztabu Śląskiego Okręgu Wojskowego. W tym okresie był także radnym Wojewódzkiej Rady Narodowej we Wrocławiu oraz prezesem Wojskowego Klubu Sportowego „Śląsk”. W 1964 przeniesiony do Warszawy na stanowisko dowódcy szef Służby Komunikacji Wojskowej MON, a następnie na stanowisko zastępcy Głównego Kwatermistrza WP do spraw komunikacji. Od lipca 1972 dowódca Zgrupowania Jednostek Kolejowych i Drogowych. Ukończył kurs przeszkolenia kierowniczej kadry szczebla taktyczno-operacyjnego na Wydziale Wojsk Lądowych Akademii Sztabu Generalnego WP. Od listopada 1973 do lutego 1975 pełnił służbę jako szef Polskiej Misji w Komisji Nadzorczej Państw Neutralnych w Korei w randze ministra pełnomocnego. Na podstawie rozkazu personalnego MON z 6 czerwca 1975 został zwolniony z zawodowej służby wojskowej i przeniesiony w stan spoczynku z dniem 26 sierpnia 1975. 13 sierpnia 1975 pożegnany przez szefa Sztabu Generalnego WP gen. broni Floriana Siwickiego.

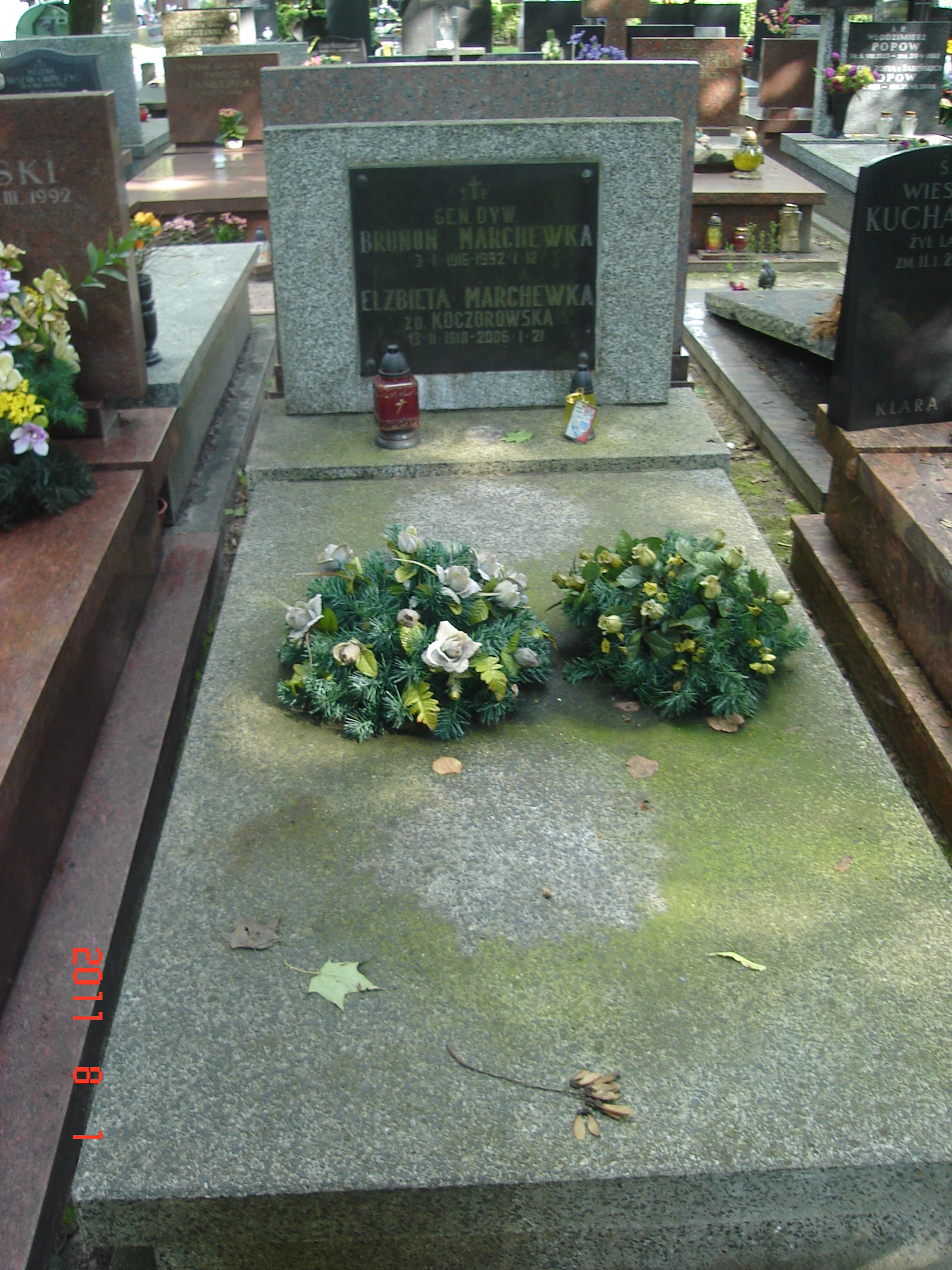
Grób Brunona Marchewki na Wojskowych Powązkach

 Był współorganizatorem Związku Byłych Żołnierzy Zawodowych. Na I Zjeździe tej organizacji w 1981 został wybrany wiceprezesem, od kwietnia 1988 był prezesem Zarządu Głównego Związku Byłych Żołnierzy Zawodowych. W latach 1988–1990 był członkiem Rady Ochrony Pamięci Walk i Męczeństwa. Działał w Ruchu „Emerytowani Generałowie na Rzecz Pokoju i Rozbrojenia”. 15 września 1988, będąc już w stanie spoczynku, został awansowany przez Radę Państwa PRL na stopień generała dywizji. Nominację wręczył mu w Belwederze przewodniczący Rady Państwa, Zwierzchnik Sił Zbrojnych PRL gen. armii Wojciech Jaruzelski.
Pochowany na cmentarzu Powązki Wojskowe w Warszawie (kwatera BII-8-6). W imieniu żołnierzy WP zmarłego pożegnał zastępca Głównego Kwatermistrza WP gen. bryg. Roman Pusiak, a w imieniu Związku Byłych Żołnierzy Zawodowych i Oficerów Rezerwy – Sekretarz Generalny związku płk w st. spocz. Antoni Przestaszewski.

## Awanse
W trakcie wieloletniej służby wojskowej otrzymywał awanse na kolejne stopnie wojskowe:
- podporucznik – 31 sierpnia 1939
- porucznik – 4 czerwca 1945
- kapitan – 17 grudnia 1946
- major – 27 marca 1947
- podpułkownik – 6 lipca 1950
- pułkownik – 4 października 1952
- generał brygady – 3 lipca 1958
- generał dywizji w stanie spoczynku – 15 września 1988

## Odznaczenia
- Order Sztandaru Pracy II klasy (1963)
- Krzyż Komandorski Orderu Odrodzenia Polski (1968)
- Krzyż Kawalerski Orderu Odrodzenia Polski (1958)
- Srebrny Krzyż Zasługi (1946)
- Medal za Warszawę 1939–1945
- Medal „Za udział w walkach o Berlin” (1968)
- Medal „Za udział w wojnie obronnej 1939”
- Medal 10-lecia Polski Ludowej
- Medal 30-lecia Polski Ludowej
- Medal 40-lecia Polski Ludowej
- Złoty Medal „Siły Zbrojne w Służbie Ojczyzny” (1968)
- Srebrny Medal Siły Zbrojne w Służbie Ojczyzny
- Brązowy Medal Siły Zbrojne w Służbie Ojczyzny
- Złoty Medal Za zasługi dla obronności kraju (1973)
- Srebrny Medal Za zasługi dla obronności kraju
- Brązowy Medal Za zasługi dla obronności kraju
- Odznaka „Zasłużony Działacz Kultury Fizycznej” (1967)[5]
- Odznaka „Przodujący Kolejarz” (1968)[6]
- Order Sztandaru Pracy KRL-D (Korea Północna)
- Medal „Za umacnianie braterstwa broni” (ZSRR, 1984)[7]
- Medal za Zwycięstwo nad Niemcami w Wielkiej Wojnie Ojczyźnianej 1941–1945 (ZSRR)
- Wpis do „Honorowej Księgi Czynów Żołnierskich” (1989)

## Życie prywatne
Syn Stanisława, emerytowanego kolejarza oraz Salomei z Miklaszewskich. Od 1945 żonaty z Elżbietą z domu Koczorowską (1918–2006). Miał jednego syna.